# Heinrich Knaust
Heinrich Knaust, ook Knaustinus, Knustinus, Knust, Cnaustinua, Cnustinus (Hamburg, 31 augustus 1520 – Erfurt, 7 november 1580) was een Duitse geestelijke die naast pedagoog en juridisch auteur ook toneelschrijver en dichter was. Bijzonder is zijn vijfdelige werk over bier, waarvoor hij uitvoerig gereisd had.

## Leven
Knaust was de zoon van een goudsmid. In 1537 ging hij studeren aan de universiteit van Wittenberg. Hij vestigde zich in Cölln (1540), waar hij een Latijnse school leidde. In 1543 werd hij rector in Stendal en trouwde hij er. Hij bekeerde zich tot het katholieke geloof en werd kanunnik in Erfurt. In die periode ging hij zich doctor in beide rechten noemen, hoewel hij niet aan enige rechtenfaculteit schijnt ingeschreven te zijn geweest. Knaust maakte naam als auteur van Bijbelse toneelstukken. Onder zijn tientallen geschriften is een encyclopedisch boek over het brouwen van bier ('Vijf boeken over de goddelijke en edele gave, de filosofische, hoogdierbare en wonderbare kunst, bier te brouwen'). Daarin gaf hij levendige typeringen van meer dan 130 Duitse bierstijlen, tegenwoordig alle verdwenen. Hij loofde het witte tarwebier uit Hamburg en het rode gerstbier uit Danzig, alsook het tarwegerstbier uit Einbeck (het oorspronkelijke bokbier). Theoretische delen nam hij over van Johann Brettschneider (Placotomus) en Abraham Werner.

## Werk (selectie)
- Tragödia von verordnung der Stende (Wittenberg, 1539)
- Ein seer schön vnd nützl. Spiel, v. der liebl. Geburt unsers Herren Jesu Christi (Köln, 1541; Frankfurt am Main, 1571)
- Von geringen Herkommen, schentlichem Leben, schmehlichem Ende, des Türckischen Abgots Mahomets, vnd seiner verdammlichen vnd Gotßlesterlichen Leer (Augsburg, 1542)
  - Historie, van den Oorspronck, Geslacht, Geboorte, Opvoedinge, en Leere des grooten valschen Propheets Mahomets (Amsterdam, 1627)
- Dido (Frankfurt am Main, 1566)
- Agapetus scholasticus (Straatsburg, 1572)
- Pecuparunpius (1574)
- Fünff Bücher von der Göttlichen vnd Edlen Gabe, der Philosophischen, Hochthewren vnd wunderbaren Kunst, Bier zu brawen (Erfurt, 1573, 1575, 1614)